# 仙台市立鶴谷東小学校
仙台市立鶴谷東小学校（せんだいしりつ つるがやひがししょうがっこう）は、宮城県仙台市宮城野区鶴ケ谷六丁目にある公立小学校。

## 沿革
- 1973年（昭和48年） - 仙台市立鶴谷小学校より分離開校
- 1991年（平成3年） - 仙台市立西山小学校が分離開校

## 学区
鶴ケ谷字の一部、鶴ケ谷東2丁目の一部、鶴ケ谷東4丁目の大部分、鶴ケ谷5丁目の一部、鶴ケ谷6丁目、鶴ケ谷7丁目の一部

## 卒業後の進路
- 仙台市立鶴谷中学校・仙台市立西山中学校へ